# 1210

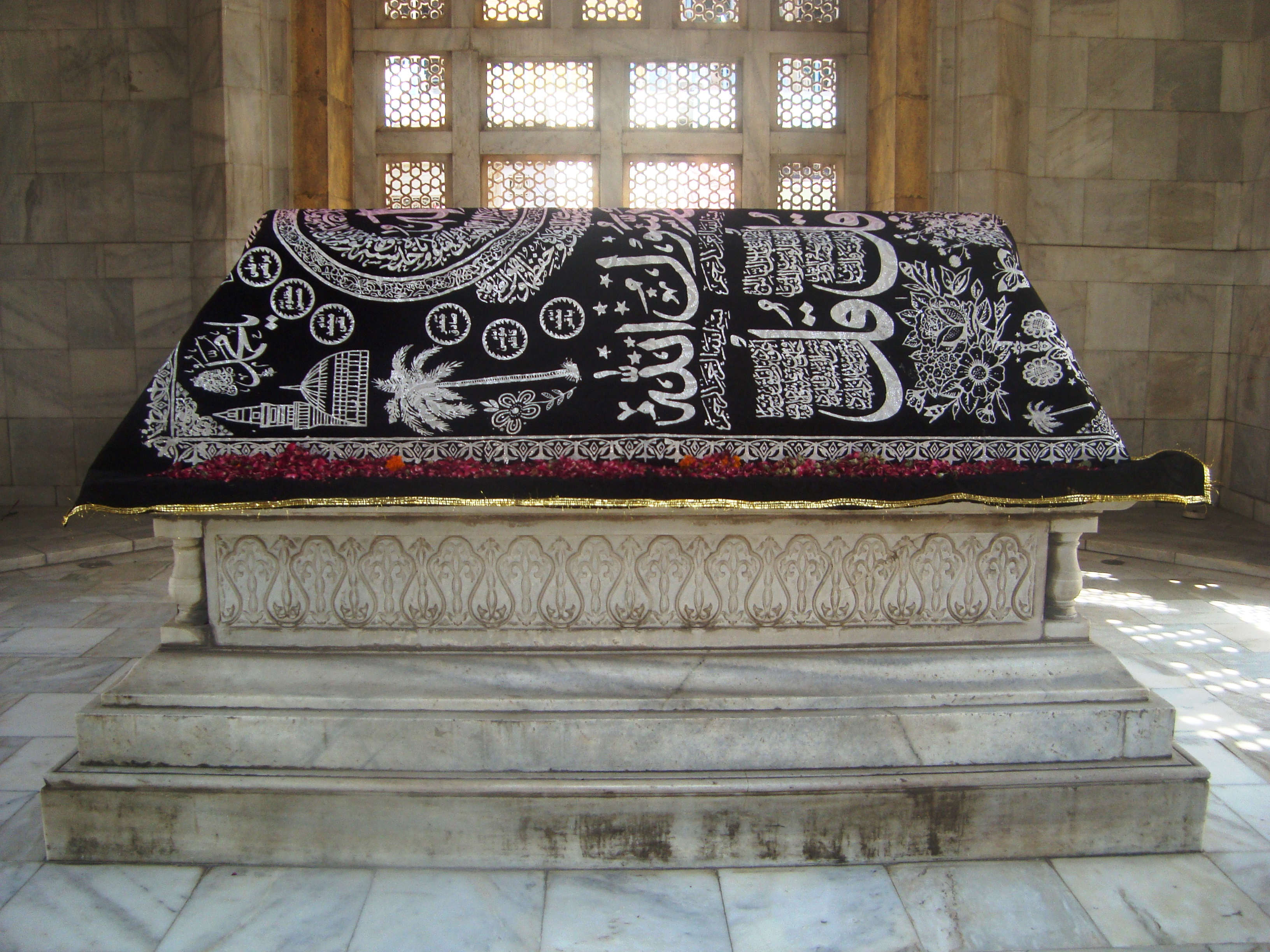
graftombe van Qutbuddin Aibak

Het jaar 1210 is het 10e jaar in de 13e eeuw volgens de christelijke jaartelling.

## Gebeurtenissen
januari
- 28 – Leo II van Armenië trouwt met Sybilla van Lusignan

juli
- 17: Slag bij Gestilren – Koning Erik X van Zweden verslaat zijn voorganger Sverker II die de kroon tracht te heroveren, maar sneuvelt.

september
- 14 – De jonge koningin Maria van Jeruzalem trouwt met de Franse ridder Jan van Brienne
- september – Hugo I van Cyprus trouwt met Alice van Champagne

oktober
- 3 - Maria van Jeruzalem en haar man worden in de kathedraal van Tyrus gekroond tot koningspaar van Jeruzalem.

zonder datum
- Na de dood van Qutbuddin Aibak in een polowedstrijd, worden zowel zijn zoon Atman Shah (in Lahore) als zijn schoonzoon generaal Iltutmish (in Delhi) tot sultan uitgeroepen. Atman trekt op naar Delhi, maar sneuvelt, waarna Iltutmish algemeen erkend wordt.
- Keizer Otto IV wordt geëxcommuniceerd door paus Innocentius III omdat hij probeert de macht in Italië te heroveren.
- Marco Sanudo heeft geheel Naxos en de andere Cycladen in handen, en noemt zich hertog van Naxos.
- Erik X van Zweden trouwt met Rikissa van Denemarken
- Een grote stadsbrand treft Reims waarbij onder meer de kathedraal wordt vernietigd.
- Hoogstraten, mogelijk nieuw gesticht, wordt een vrijheid (jaartal bij benadering, zie ook Land van Hoogstraten)
- oudst bekende vermelding: Oosterweel

## Opvolging
- aartsbisdom Bremen – Burchard van Stumpenhausen opgevolgd door Gerard van Oldenburg-Wildeshausen
- sultanaat van Delhi – Qutbuddin Aibak opgevolgd door zijn schoonzoon Iltutmish
- Japan (12 december) – Tsuchimikado opgevolgd door zijn broer Juntoku
- Lausitz – Koenraad II opgevolgd door Diederik van Meißen
- Polen – Leszek I opgevolgd door Mieszko van Silezië
- Tempeliers (grootmeester) – Willem van Chartres in opvolging van Philippe du Plaissis
- Vianden – Frederik II
- Vietnam (Lý-dynastie) – Ly Cao Tong opgevolgd door zijn zoon Ly Hue Tong

## Afbeeldingen

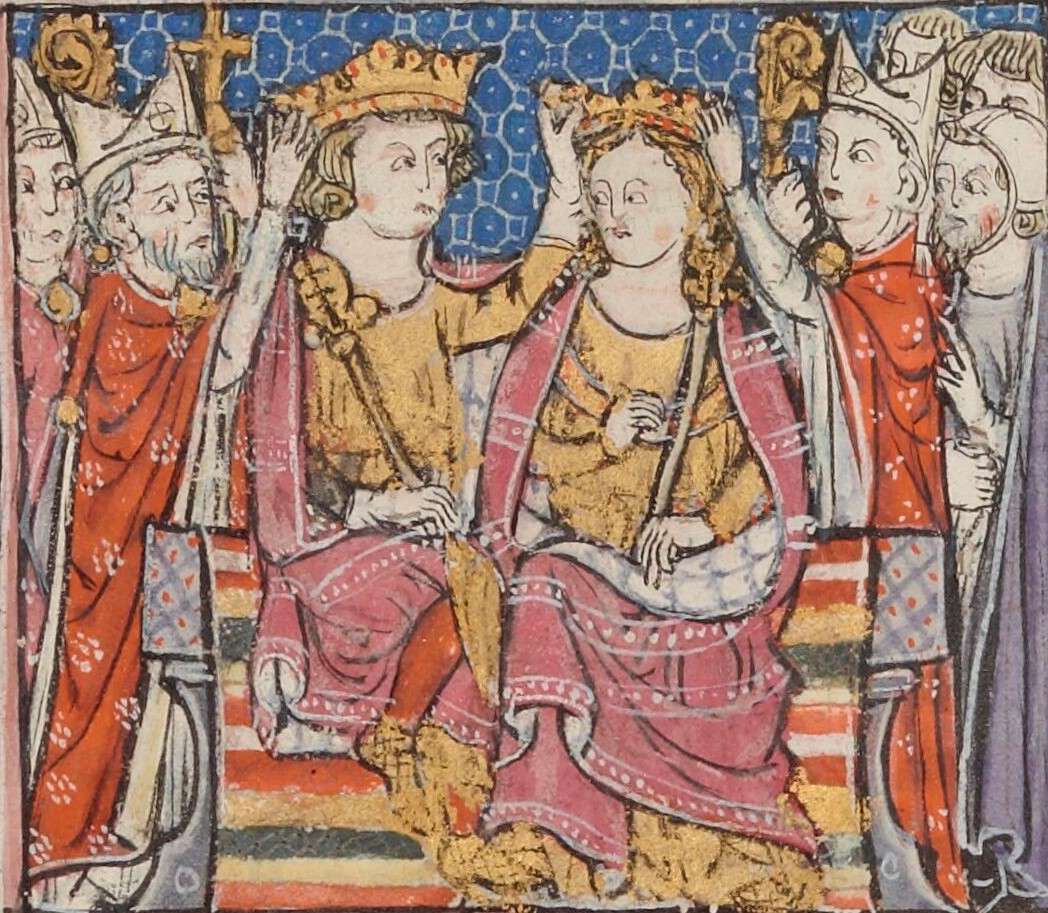
Na hun huwelijk worden Maria van Jeruzalem en Jan van Brienne tot koning en koningin van Jeruzalem gekroond
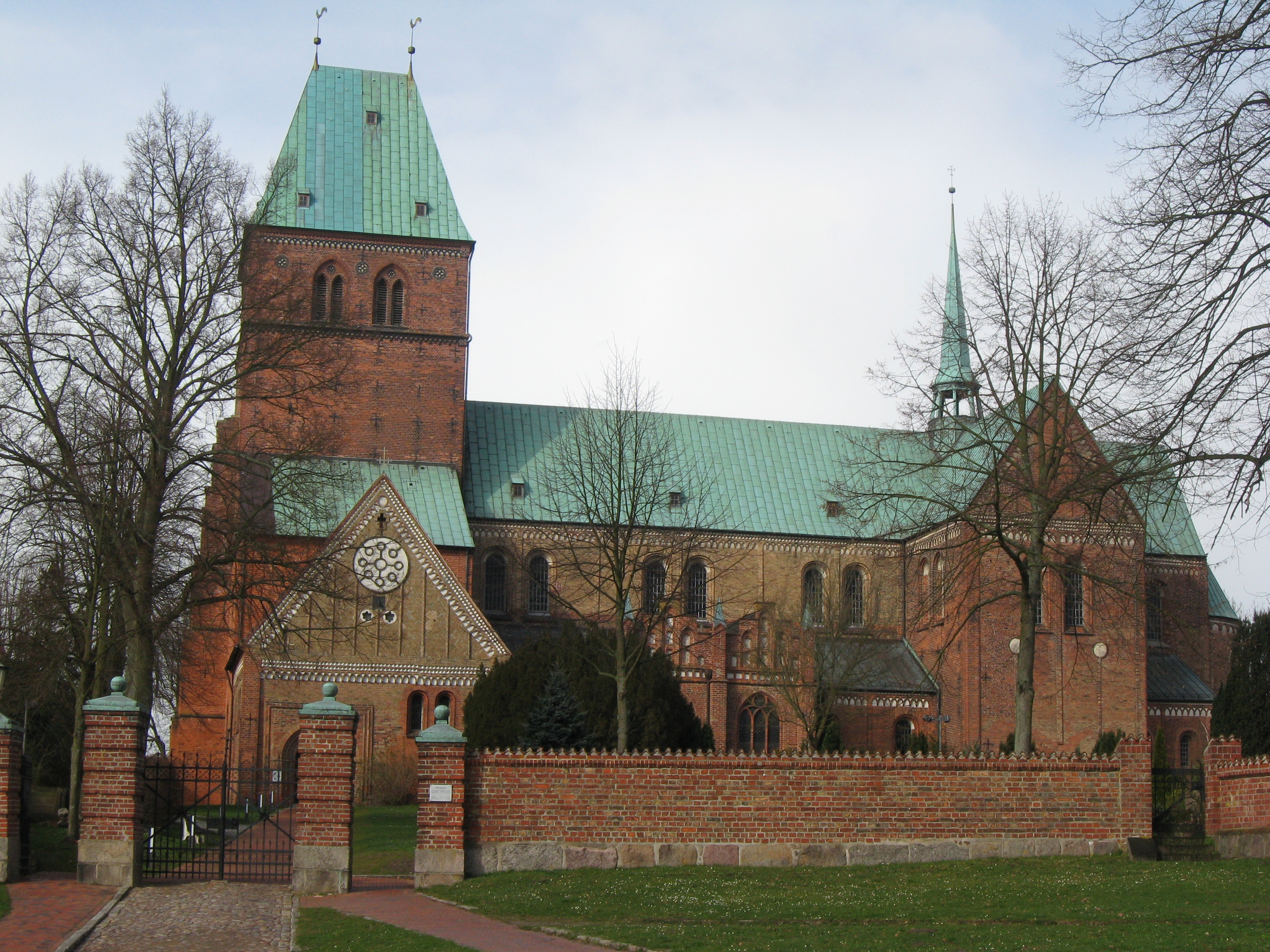
Dom van Ratzeburg, voltooid ca. 1210

## Geboren
- 5 mei – Alfons III, koning van Portugal (1247-1297)
- 24 juni – Floris IV, graaf van Holland
- Gregorius X, paus (1271-1276)
- Honorius IV, paus (1285-1287) (jaartal bij benadering)
- Treniota, grootvorst van Litouwen (1263-1264) (jaartal bij benadering)
- Willem IV, graaf van Gulik (jaartal bij benadering)

## Overleden
- 6 mei – Koenraad II, markgraaf van Lausitz
- 17 juli – Folke Birgersson, jarl van Zweden
- 17 juli – Sverker II, koning van Zweden (1196-1208)
- 30 november – Floris van Holland, bisschop van Glasgow
- Adam de Hereford, Normandisch-Iers landeigenaar
- Ly Cao Tong (~37), keizer van Vietnam (1175-1210)
- Qutbuddin Aibak, sultan van Delhi (1206-1210)